# كيندال هنتر
كيندال هنتر (بالإنجليزية: Kendall Hunter)‏ هو لاعب كرة القدم الكندية أمريكي، ولد في 16 سبتمبر 1988 في تايلر في الولايات المتحدة.

## وصلات خارجية
- كيندال هنتر على موقع مرجع كرة القدم المحترفة.كوم (الإنجليزية)